# 가브리엘 자쿠아니
가브리엘 압달라 자쿠아니(Gabriel Abdala Zakuani, 1986년 5월 31일 ~ )는 콩고 민주 공화국의 전 축구 선수이다. 현역 시절 포지션은 수비수였다. 가나를 상대로 A매치 데뷔전을 치른 후, 콩고 민주 공화국 축구 국가대표팀에서도 활약하고 있다. 그의 형 스티브 자쿠아니 역시 축구선수로 활동하였다.

## 수상

### 클럽
레이턴 오리엔트
- 풋볼 리그 2 3위: 2005–06

스토크 시티
- 풋볼 리그 챔피언십 준우승: 2007–08

피터버러 유나이티드
- 풋볼 리그 1 준우승: 2008–09
- 풋볼 리그 1 플레이오프 우승: 2011